# Grupo Cifra
Grupo Cifra, S.A. de C.V. (también conocida como Grupo Aurrerá-Cifra), fue una empresa encargada de comercio minorista mexicana, creada en 1986 por los empresarios Jerónimo Arango y Manuel Arango. Era propietaria de cadenas de supermercados, tiendas departamentales y restaurantes, donde principalmente Jerónimo era el dueño de la cadena de supermercados Aurrerá y demás comercios como Superama, Suburbia, Vips y El Portón, además de negocios que también surgieron en su momento como las cadenas departamentales El Gran Bazar y BONS, y heladerías Fratti y Bon Savor. En el año 2000, desapareció tras su fusión con Walmart, convirtiéndose en Walmart de México.

## Historia
La idea del Grupo Cifra surgió luego del gran éxito de la cadena de supermercados Aurrerá, así como de su cadena hermana Superama, (que eran tiendas menores que Aurrerá). Posteriormente, surgieron diferente giros de negocio como la cadena restaurantera Vips en 1964 hasta 1970 surge Suburbia, las heladerías Fratti y Bon Savor en 1982. En 1990 la cadena de tiendas de ropa Suburbia, adquiere la empresa mexicana París-Londres.
Durante 1960 abren su primer centro comercial Aurrerá en Avenida Universidad, incrementando sus ventas principalmente desde los 4 millones de pesos, con los dos años siguientes la cifra fue elevada hasta los 40 millones de pesos y así consecutivamente hasta tocar los 79 millones de pesos, en total la cifra alcanzó hasta los 170 millones de pesos respectivamente.
En el año 1967 surge la subsidiaria de Servicios Corporativos, la cual se propuso a coordinar todas las operaciones de todos los formatos de tienda que manejaba Aurrera, por lo que tiempo después se convierte a Grupo Cifra.
En 1986, surge esta empresa nacional formando parte del consorcio de Jerónimo Arango, junto a las marcas ya mencionadas e incluso surgieron más adelante marcas como El Gran Bazar y BONS –que fueron convertidas en Almacenes Aurrerá tiempo después–, lograron abrir sucursales en Toreo y Plaza Tepeyac, en cambio BONS abrió sucursales en Plaza Aragón y en Toreo en los municipios de Naucalpan y Ecatepec, ambos en el Estado de México.  
No fue que cambiaría la historia de Grupo Cifra hasta 1991, con la llegada de Walmart al territorio mexicano, primero con el formato de Sam's Club (con el nombre de Club Aurrerá) abriendo su primera sucursal en Polanco en alcaldía Miguel Hidalgo de la Ciudad de México. Esto fue producto de la nueva asociación estratégica denominada Cifra-Walmart, creada bajo el modelo joint venture, por lo que posteriormente, un año después, en 1992, se abre el primer Walmart en México, siendo su primera sucursal en Plaza Oriente en Ciudad de México.
En 1997, la firma estadounidense Wal-Mart Stores adquirió el 67% de las acciones de Grupo Cifra, lo cual el 33% está colocado mediante una oferta pública de acciones en la Bolsa Mexicana de Valores (BMV), a Jerónimo y Manuel Arango no se le quedó ninguna propiedad alguna.
Gracias a la adquisición de Cifra a Walmart, en México se empezó a abrir varias sucursales por toda la república mexicana bajo el nombre Walmart Supercenter, con esto comienza su desaparición. Durante 1970, se crea el formato Bodega Aurrera, el cual era de menor tamaño a los Almacenes Aurrerá y los cuáles ofrecían productos a bajo costo, a diferencia de Walmart y Aurrerá. No fue hasta 2000 cuando empezó la desaparición del nombre, cambiándolo a Walmart de México, y un año más tarde, todas las tiendas Aurrerá comenzaron a convertirse a Walmart Supercenter, prevaleciendo únicamente el formato Bodega Aurrera.

## Unidades de la empresa
Grupo Cifra operó dos principales vertientes de negocio:
- Cadenas comerciales, bajo las que se encontraban los formatos de tiendas Aurrerá, Bodega Aurrera, Superama, Suburbia, y anteriormente, El Gran Bazar y Bons.
- Cadenas de restaurantes, en las que se encontraban las cadenas Vips, El Portón, y anteriormente, Fratti y Bon Savor.
- El grupo también desarrolló una línea de productos de marca blanca bajo la cadena de Almacenes Aurrerá.

### Formatos de Tiendas

#### Aurrerá

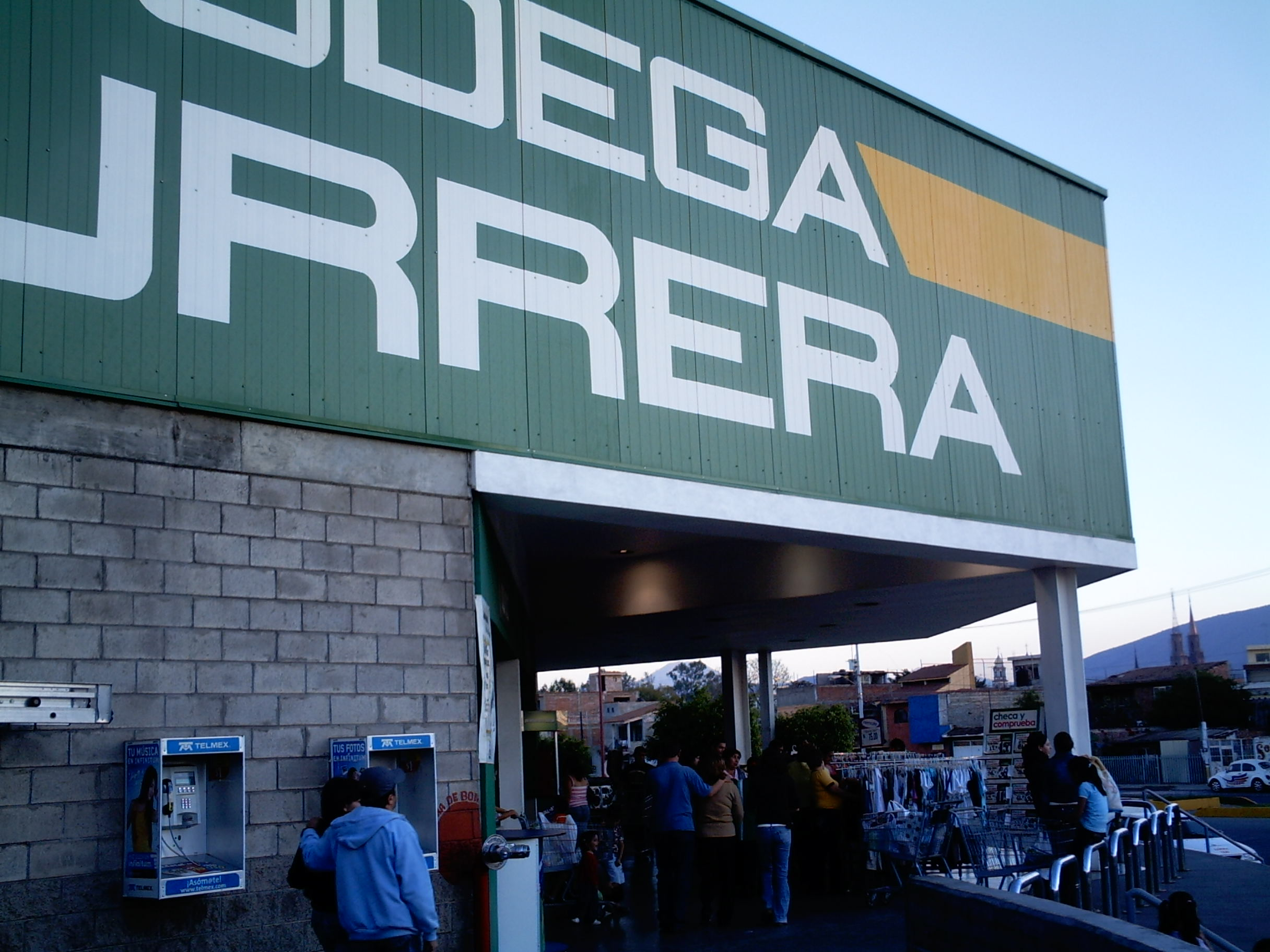
Fachada de Bodega Aurrera (fotografiada en 2008).

Principalmente, era el primer y único formato creado por los hermanos Arango, fue fundada en 1958 sobre la calle Simón Bolívar, era el concepto de tienda hipermercado en México, y contó con más de 40 sucursales dentro de la república mexicana, expandiéndose masivamente, siendo uno de los supermercados con mayor presencia en el país, antes de la llegada de Walmart.
Durante su existencia, ofrecía al consumidor productos relacionados con la alimentación, salud, vestido y esparcimiento en las divisiones de abarrotes, perecederos, mercancías generales y ropa dentro de un amplio piso de ventas a partir de los 4,500 hasta los 10,000 m².

#### Superama

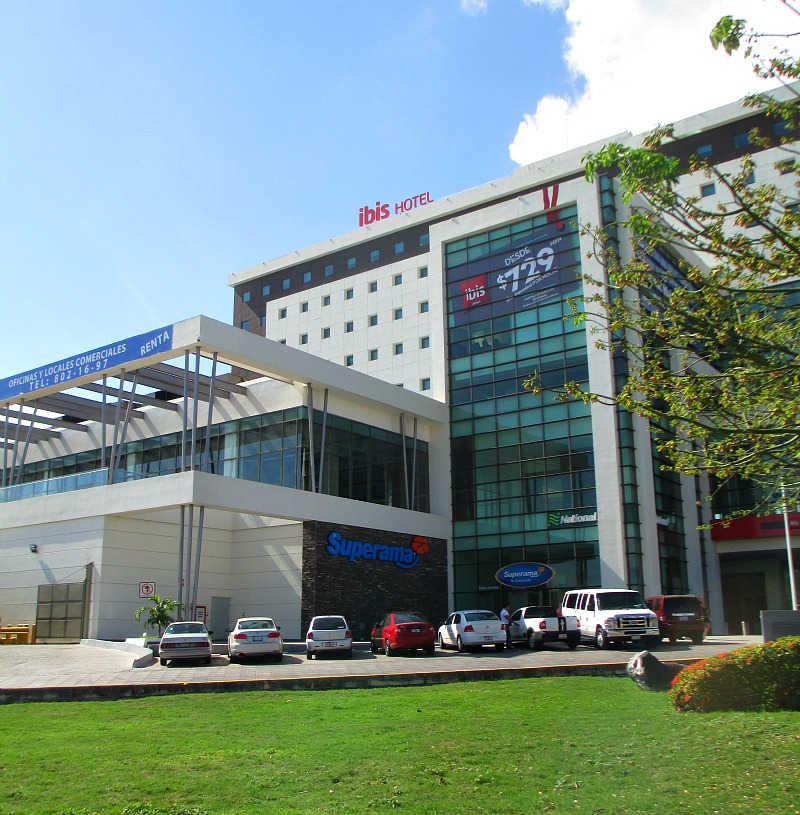
Fachada de una sucursal de Superama.

Después de la creación de Aurrerá, llegaría Superama, abriendo su primera sucursal en 1965 ubicada sobre la calle Homero en la Colonia Polanco, alcaldía Miguel Hidalgo, en la Ciudad de México, y ofrecería los mismos productos de Aurrerá, aunque sólo en zonas residenciales, con mayor cercanía a la población de mayor poder adquisitivo principalmente. Debido a esto, Superama constaba de un formato de supermercado con un promedio de piso de ventas de 2,500 m², el cual ofrecía al consumidor productos como abarrotes, perecederos y comida preparada y, en atención al nivel socioeconómico medio y alto, ofrecía una experiencia de compras ágiles y rápidas, esto debido al reducido número de piso de ventas que ofrecía por el hecho de ubicarse en zonas residenciales de las grandes ciudades y/o áreas metropolitanas del país.

#### Suburbia

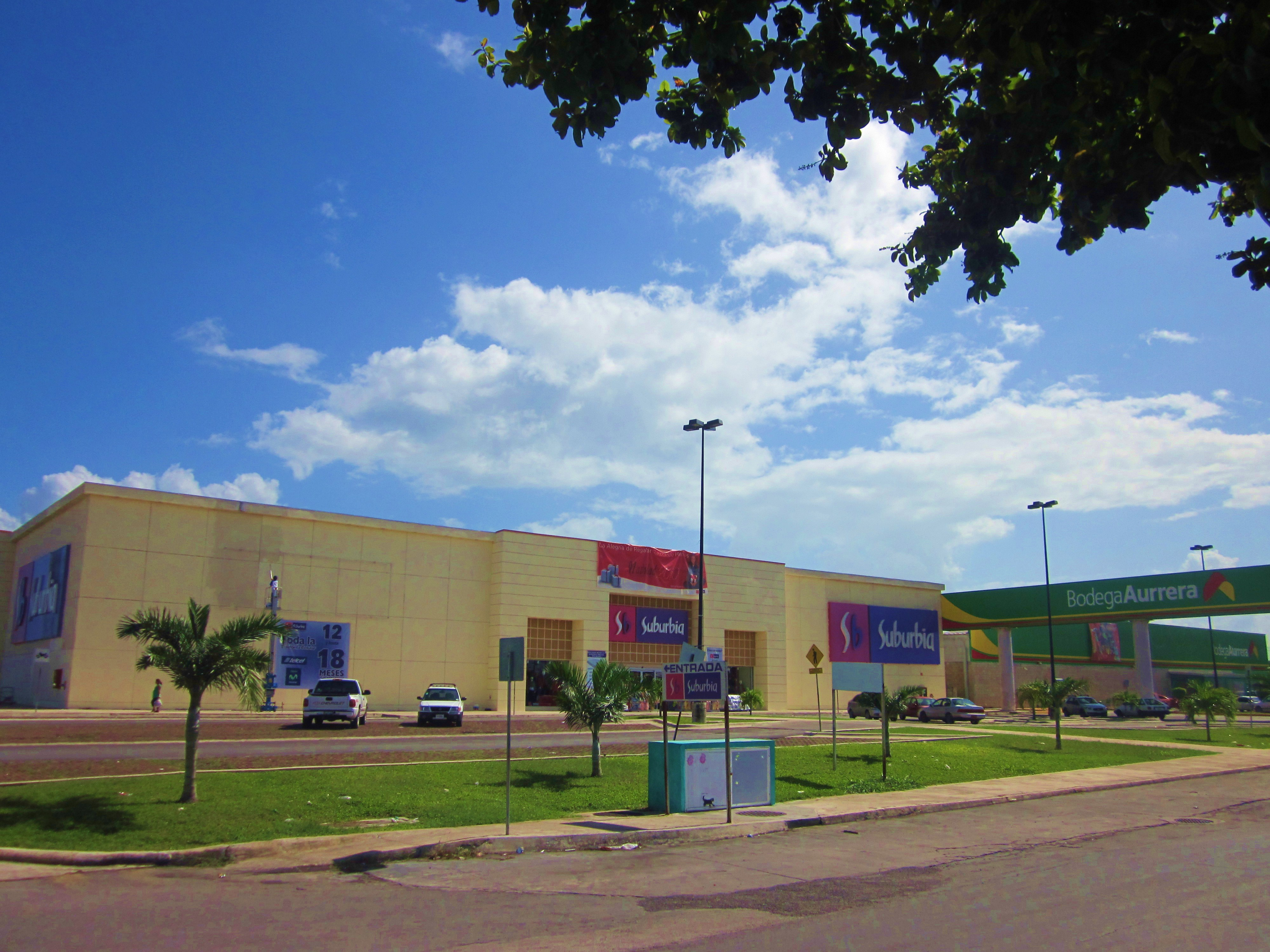
Fachada de una tienda Suburbia

Es la tienda de ropa de la familia Arango, fue fundada en 1970, Suburbia ofrecía en un inicio moda y calidad al mejor precio, encargada de vender diferentes tipos de prendas para toda la familia, conforme a la temporada del año.

#### Bodega Aurrera

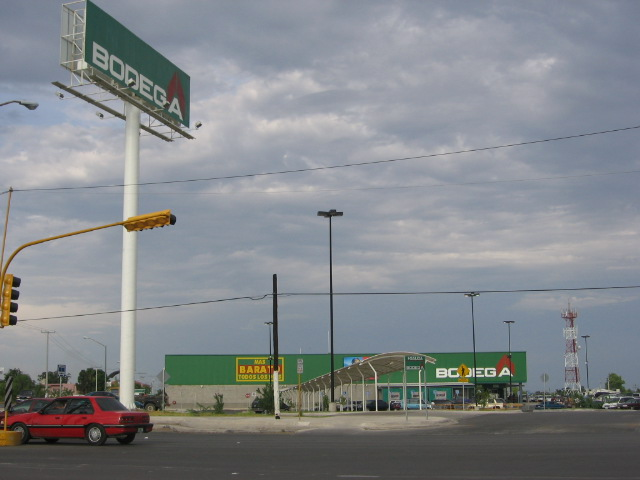
Bodega Aurrera, o anteriormente solo conocida como Bodega.

Formato de autoservicio estilo bodega creada en 1970, el cual se encarga de ofrecer al consumidor productos de mayor rotación en las tiendas Aurrerá en las divisiones de abarrotes, perecederos, panadería, electrónica, mercancías generales y ropa con precios más atractivos y con diseños más austeros en sus interiores con respecto al formato principal Aurrerá. En 1975, fue reconvertida a Bodega Aurrera, la primera sucursal Aurrera Bolívar de la Ciudad de México, esto debido al escaso número de piso de ventas que tenía la tienda, en el que al mismo tiempo fue la primera tienda en poner a la venta el primer televisor a color en México.

#### Club Aurrerá
Formato de club de precios para empresarios creado en 1991 a partir de la alianza estratégica entre Grupo Cifra y Walmart. A través de este formato, derivado de Almacenes Aurrerá, se introdujo por primera vez en México la cadena mayorista estadounidense, Sam's Club, propiedad de Walmart. Su primera sucursal se abrió en la colonia Polanco de la Ciudad de México. Posteriormente, el formato Club Aurrerá desapareció en 1997 cuando Sam's Club se estableció formalmente en México.

### Formatos de Grandes Superficies
El Gran Bazar: El Gran Bazar fue una especie de tienda departamental y supermercado, combinando diversos departamentos y áreas, que a diferencia de Aurrerá, El Gran Bazar era una tienda de extensión enorme que ofrecía productos como alimentos de origen extranjero, muebles o línea blanca.
No fue hasta 1995 que esta tienda desaparecería tan sólo con sus dos sucursales ubicadas en Tepeyac y Toreo, ambas en la Ciudad de México.
BONS: Luego del gran fracaso de El Gran Bazar, surgió BONS, una tienda departamental y a la vez supermercado, no ofrecía mucha variedad, tan sólo abrió apenas 5 sucursales, en Simón Bolívar, Toreo, Tepeyac, Plaza Universidad en la Ciudad de México y Plaza Aragón en el Estado de México.

### Restaurantes

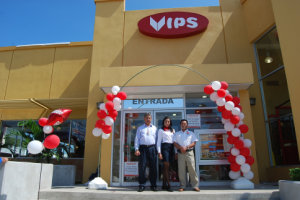
Vips.

Vips: Es un restaurante creado en 1964, bajo el concepto de restaurante tipo americano, originalmente el concepto de Vips era que después de que los clientes de Aurrerá pasaran a hacer sus compras, desayunaran en Vips, todo sobre el mismo lugar, conformando una mejor calidad de servicio. 
El Portón: Surge luego de la creación de restaurantes Vips, por lo que a diferencia de este restaurante, ofrecía ciertos platillos de origen mexicano y no platillos estilo cafetería, sino 100% mexicano y con unas instalaciones más realistas en forma de choza, también ubicada junto a los supermercados Aurrera.
Fratti: Fue una heladería de origen mexicana, tan sólo abrió sucursales en Tepeyac, Toreo, Plaza Universidad y Satélite, normalmente se ubicaban dentro de un Aurrerá y Suburbia hasta su desaparición.
Bon Savor: Fue una heladería, que al igual que Fratti, sólo abriría sucursales dentro de los Almacenes Aurrerá, sólo que a diferencia de Fratti, Bon Savor era una heladería con una mezcla estilo cafetería. Al igual que Fratti, Bon Savor desapareció de la marca Grupo Cifra.

### Marca Propia
Marca Libre Aurrerá: Esta iniciativa surge a partir de 1995, luego de la gran demanda al consumidor, en asociación con Jewel Corporation. fue creada la Marca Libre Aurrerá, donde existe una gran variedad de artículos, de los cuales todos eran producidos por la cadena de Almacenes Aurrerá, principalmente vendidos en diferentes puntos de venta de Aurrerá y Superama, como artículos de despensa.
Fue una de las primeras en su tipo, además de ser pionera y procreadora de la marca libre o marca propia en todos los almacenes y tiendas de autoservicio que hayan existido en México.

## Competencia en el mercado mexicano

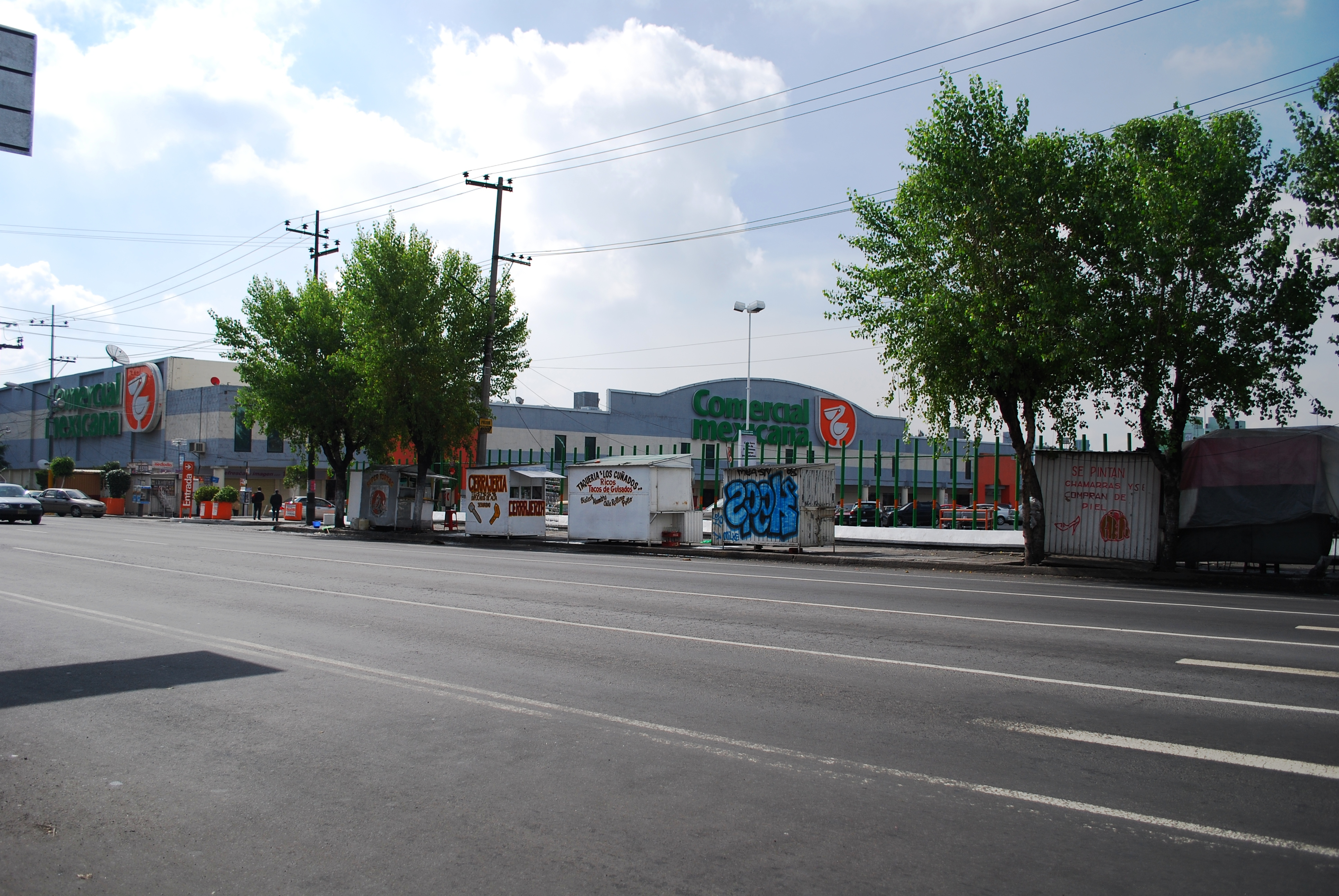
Comercial Mexicana, uno de los otros competidores principales del Grupo Cifra.

A lo largo de sus 14 años de historia, Cifra mantuvo diversa competencia con las también cadenas mexicanas de supermercados como lo fueron Gigante y Comercial Mexicana. De la parte de Gigante, surgió el Grupo Gigante, así como asociaciones como Gigante-Fleming en 1992 y la alianza Gigante con la cadena francesa Carrefour México en 1994, que al igual el surgimiento de Tok's Restaurantes, la competencia directa de Vips, alianzas con RadioShack y Office Depot, y finalmente la compra de Almacenes Blanco en 1992. Por su parte, Comercial Mexicana tuvo como alianzas a la empresa francesa Auchan en 1995 y al club de precios Costco en 1991 (antes llamada Price Club), el surgimiento de Restaurantes California, la competencia de Sumesa con Superama.

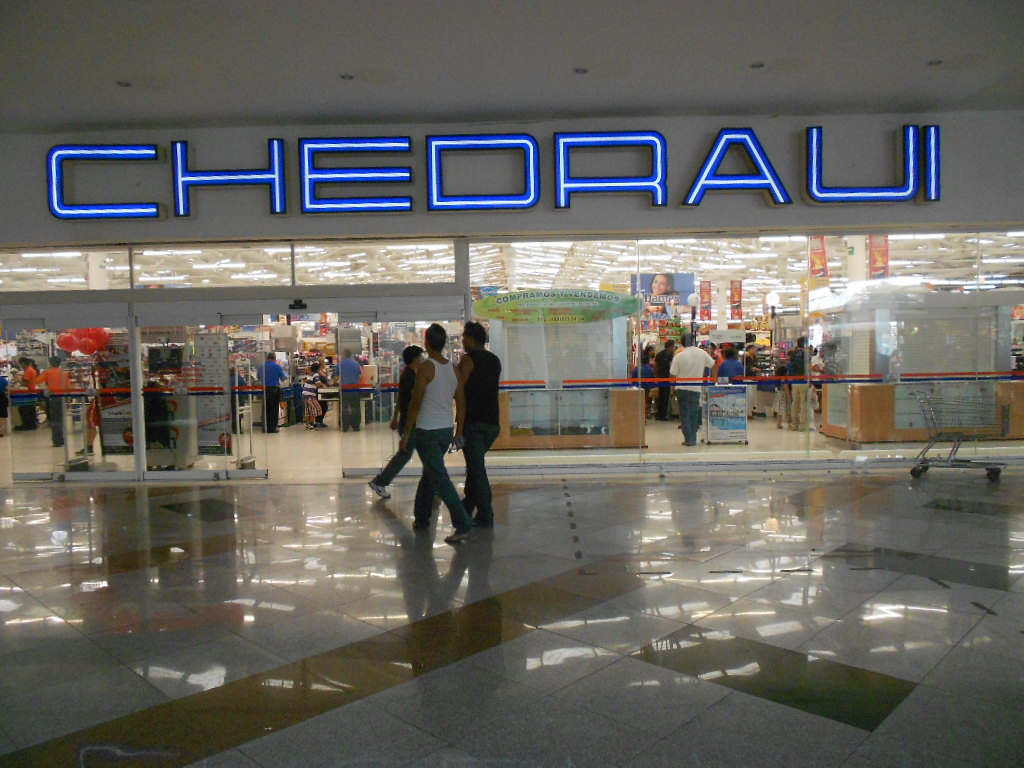
Entrada de una tienda Chedraui, anterior competidora de las cadenas comerciales del Grupo Cifra.

En otras partes de México, además surgieron alianzas de supermercados como la cadena americana Kmart y El Puerto de Liverpool durante 1994, en respuesta a Walmart, Aurrerá y Suburbia como competencia directa, finalmente surge la asociación de Chedraui junto con la tienda departamental Las Brisas, que formaba parte de centros comerciales denominados Plaza Crystal, sólo en estados como Veracruz, Tabasco y Tamaulipas, que posteriormente se convertirían en Fábricas de Francia.

## Desaparición y transformación a Walmart de México

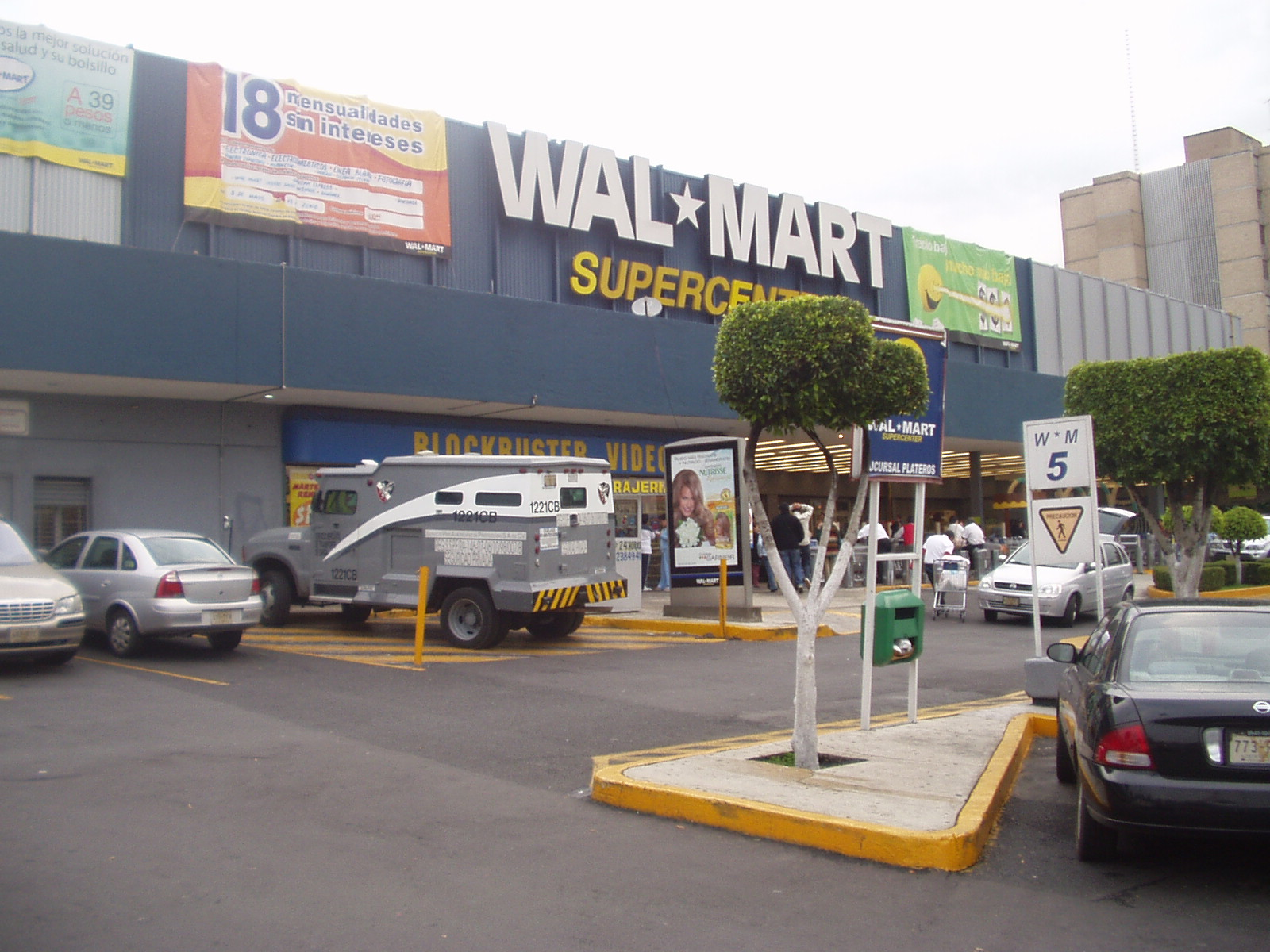
Antigua fachada de la sucursal Walmart Supercenter Plateros, ubicada en la Ciudad de México. Anteriormente, era Almacenes Aurrerá hasta el año 2001.

La desaparición de dicho grupo comercial surge debido a que Wal-Mart Stores adquiere el 100% de las acciones de Grupo Cifra para poder adueñarse de ella total hasta 2000 para convertirla en Walmart de México, y cambiar todos los Almacenes Aurrerá en Walmart Supercenter, las cuales 26 de 32 sucursales fueron transformadas al nuevo concepto denominado Walmart Supercenter, aumentando la cantidad de aperturas de sucursales de Bodega Aurrera.

Antiguo logo de Walmart, que posteriormente sería utilizado en casi todas las tiendas Aurrerá a partir del año 2000.

A lo que además Walmart manejaría las acciones de Vips y El Portón, junto a Suburbia, Superama y la misma Sam's Club, así como también desapareciendo a las marcas Fratti y Bon Savor, convirtiéndolas en Vips.

## Actualidad de marcas

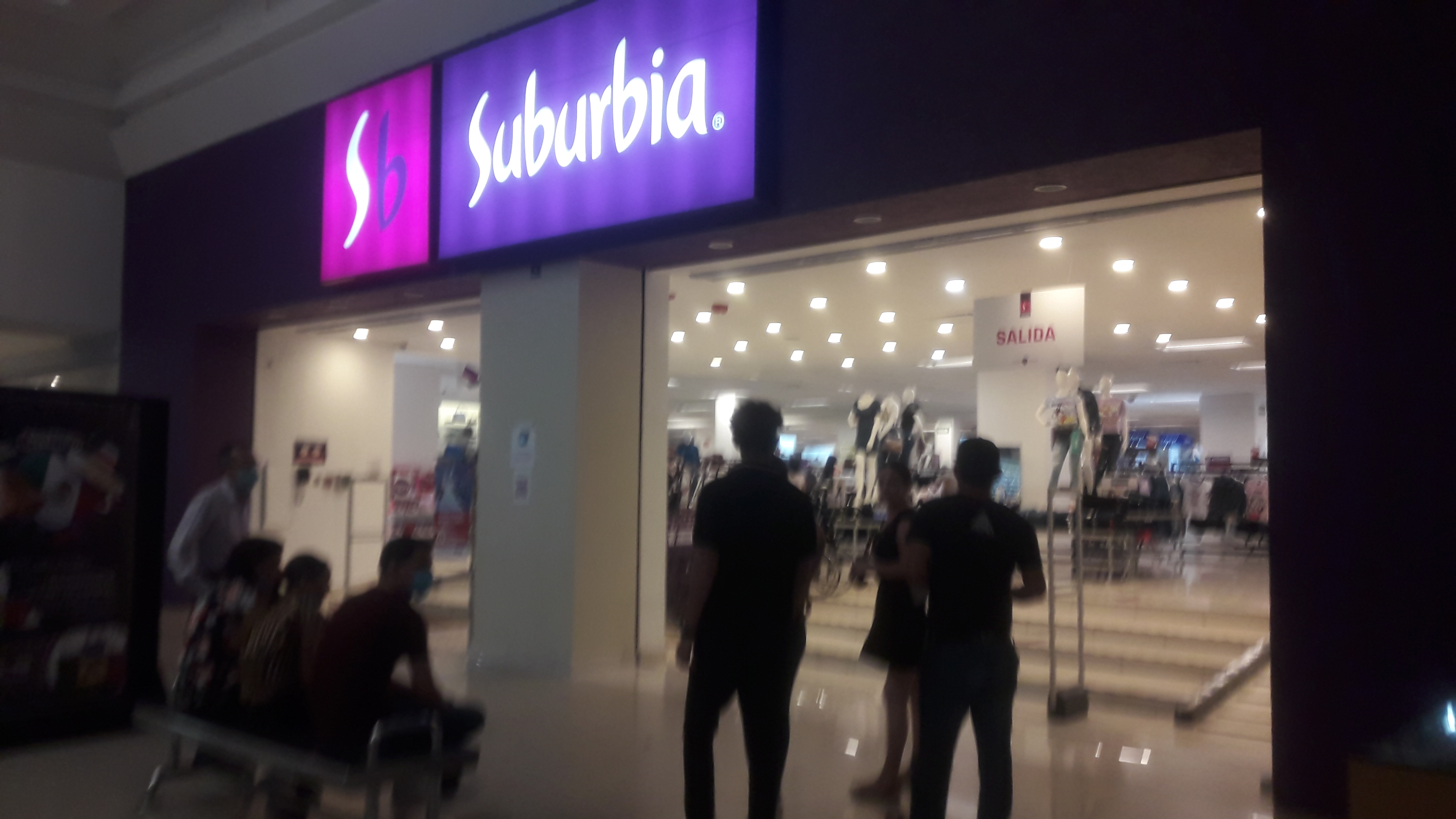
Entrada de una tienda Suburbia.

Actualmente Walmart de México y Centroamérica ya no maneja ningún tipo de restaurante como Vips, o alguna tienda de ropa departamental como lo fue Suburbia, ya que debido a esto Walmart de México y Centroamérica vendió la marca de restaurantes Vips junto con El Portón a la cadena mexicana Alsea en 2014 por una cantidad de 8,200 millones de pesos, así como posteriormente Walmart vendería Suburbia a la cadena de tiendas departamentales mexicana El Puerto de Liverpool con un monto aproximado de 15,700 millones de pesos durante 2017. Con el fin de sólo enfocarse en el ámbito de los supermercados con Walmart, Bodega Aurrera, Sam's Club y Superama, todo esto a partir del mismo año. 

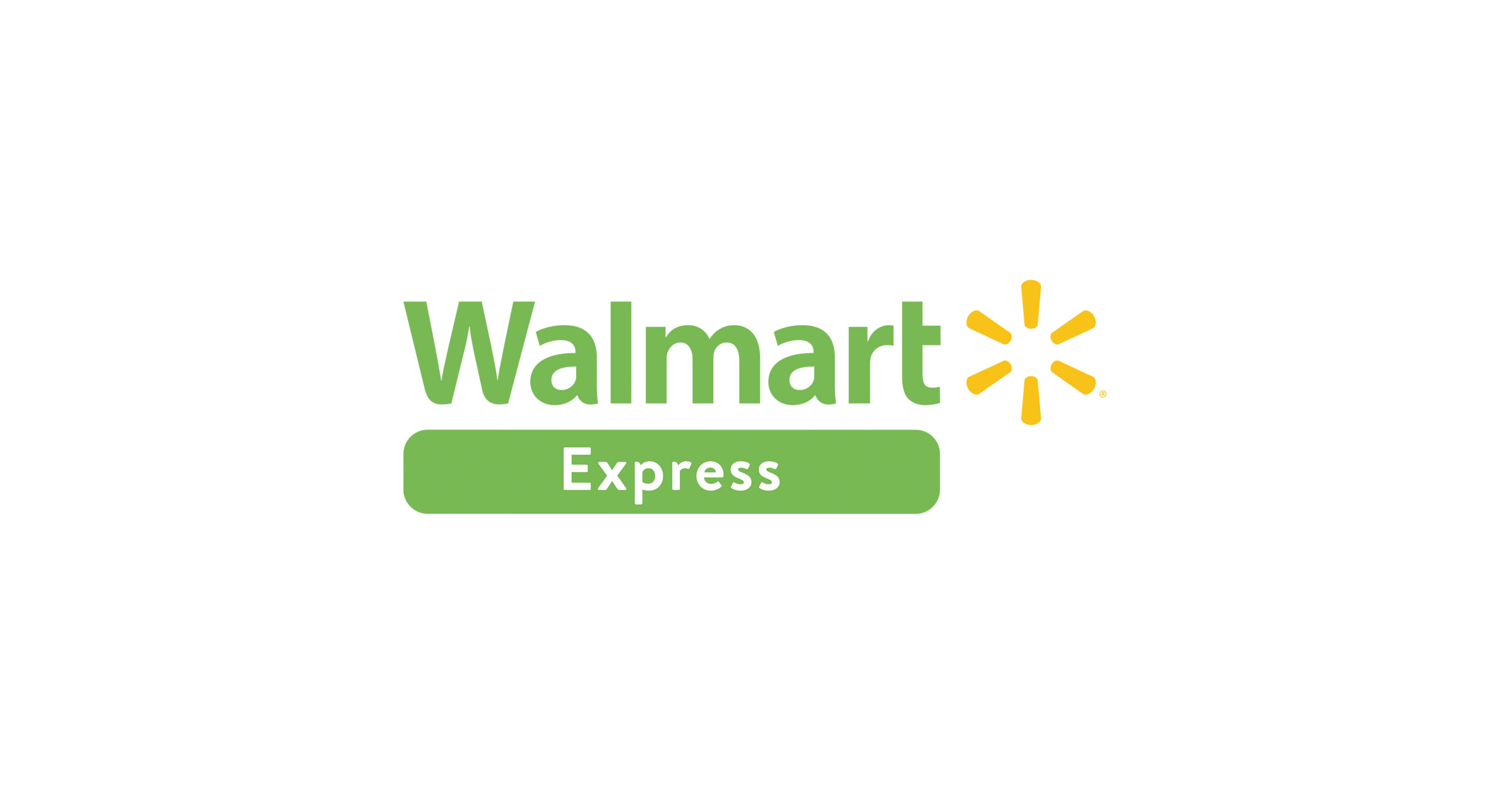
Logo de Walmart Express, anteriormente Superama.

En octubre de 2020, Walmart anuncia la desaparición del formato Superama luego de más de 50 años de historia y tradición mexicana, el cual contaba con la presencia de entidades como Ciudad de México, Estado de México, Morelos, Guerrero, Tamaulipas, Quintana Roo, Querétaro, Jalisco, Guanajuato, Campeche y Nuevo León, convirtiendo sus 93 sucursales en el nuevo formato Walmart Express durante 2021, tiempo después, en junio de 2022 Grupo Alsea se deshace de la marca El Portón con apenas 15 sucursales, debido a su desaparición y con esto termina el gran legado que había dejado Jerónimo Arango a manos de Walmart de México.